# Paratridactylus
Paratridactylus is een geslacht van rechtvleugeligen uit de familie Tridactylidae. De wetenschappelijke naam van dit geslacht is voor het eerst geldig gepubliceerd in 1943 door Ebner.

## Soorten
Het geslacht Paratridactylus  is monotypisch en omvat slechts de volgende soort:
- Paratridactylus eidmanni (Ebner, 1943)